# Aerodramus
Genre
Le genre Aerodramus comprend 25 espèces de salanganes, parfois intégrées au genre Collocalia.

## Liste des espèces
D'après la classification de référence (version 15.1, 2025) du Congrès ornithologique international (ordre phylogénique) :
- Aerodramus elaphrus – Salangane des Seychelles
- Aerodramus francicus – Salangane des Mascareignes
- Aerodramus unicolor – Salangane de Malabar
- Aerodramus mearnsi – Salangane de Mearns
- Aerodramus infuscatus – Salangane des Moluques
- Aerodramus hirundinaceus – Salangane de montagne
- Aerodramus spodiopygius – Salangane à croupion blanc
- Aerodramus terraereginae – Salangane d'Australie
- Aerodramus brevirostris – Salangane de l'Himalaya
- Aerodramus vulcanorum – Salangane des volcans
- Aerodramus whiteheadi – Salangane de Whitehead
- Aerodramus nuditarsus – Salangane de Salomonsen
- Aerodramus orientalis – Salangane de Mayr
- Aerodramus salangana – Salangane de la Sonde
- Aerodramus vanikorensis – Salangane de Vanikoro
- Aerodramus amelis – Salangane grise
- Aerodramus pelewensis – Salangane des Palau
- Aerodramus bartschi – Salangane de Guam
- Aerodramus inquietus – Salangane des Carolines
- Aerodramus leucophaeus – Salangane de la Société
- Aerodramus sawtelli – Salangane de Cook
- Aerodramus ocistus – Salangane des Marquises
- Aerodramus maximus – Salangane à nid noir
- Aerodramus fuciphagus – Salangane à nid blanc
- Aerodramus papuensis – Salangane papoue